# Aprilia Shiver 750 GT
Aprilia Shiver 750 GT je motocykl kategorie naked bike, vyvinutý italskou společností Aprilia.

## Historie
Výroba modelu byla zahájena v roce 2009. Je vybaven elektronickým plynem Ride by Wire se třemi provozními režimy Sport, Touring a Rain. Režim Sport je s plným výkonem a maximálním točivým momentem, režim Touring je omezený a režim Rain snižuje výkon o 25 %. Je dodáván se systémem ABS bez možnosti deaktivace. Model je dodáván i s výkonem omezeným na 25 kW.

## Technické parametry
- Rám: trubkový
- Suchá hmotnost: 189 kg
- Pohotovostní hmotnost: 210 kg
- Druh kol: litá, přední 3,50 × 17", zadní 5,50 × 17"
- Nejvyšší rychlost: 220 km/h
- Spotřeba paliva: - l/100 km